# Condado de Cabell
O Condado de Cabell (em inglês:  Cabell County) é um dos 55 condados do estado norte-americano da Virgínia Ocidental. A sede e maior cidade do condado é Huntington. Foi fundado em 1809 e recebeu o seu nome em homenagem a William H. Cabell (1772–1853), político e membro do Partido Democrata-Republicano, que foi o 14.º governador da Virgínia, entre 1805 e 1808.
O condado possui uma área de 746 km², dos quais 728 km² estão cobertos por terra e 18 km² por água, uma população de 96 319 habitantes, e uma densidade populacional de 132,3 hab/km² (segundo o censo nacional de 2010). É o terceiro condado mais populoso da Virgínia Ocidental.